# Duncan Regehr
Duncan Regehr, född 5 oktober 1952 i Lethbridge, Kanada, är en kanadensisk skådespelare, författare och multimediaartist. Han har varit konståkare, olympisk boxare och en klassiskt utbildad Shakespeareskådespelare i sitt hemland innan han flyttade till Hollywood 1980. Där har han bland annat spelat Zorro som gick mellan 1990 och 1993.

## Filmografi (urval)
- 2009 - The Strange Case of DJ Cosmic (Kortfilm)
- 2001 - Air Bud - Fotbollsfarsan (V)
- 2001 - Flying Virus
- 2000 - Krocodylus (V)
- 1995 - Timemaster
- 1990 - The Last Samurai
- 1989 - The Banker
- 1988 - Primo Baby
- 1987 - The Monster Squad
- 1978 - The War Is Over (Kortfilm)

## TV-filmer (urval)
- 2009 - The Good Times Are Killing Me
- 2008 - Nightmare at the End of the Hall
- 2006 - Presumed Dead
- 2005 - Secret Lives
- 2000 - Murder, She Wrote: A Story to Die For
- 1996 - The Haunting of Lisa
- 1994 - Once in a Lifetime
- 1988 - Shades of Love: Little White Lies
- 1985 - My Wicked, Wicked Ways... The Legend of Errol Flynn
- 1981 - Goliath Awaits
- 1978 - The Donnellys of Biddulph
- 1977 - A Cosmic Christmas

## TV-serier (urval)
- 2000 - Saving the Endangered Species (Gäst)
- 1997 - Fast Track (23 avsnitt)
- 1995 - Star Trek: Deep Space Nine (3 avsnitt)
- 1996 - Cybill
- 1994 - Star Trek: The Next Generation (Gäst)
- 1993 - Miami Blues (Gäst)
- 1990 - Zorro (1990-1993) (88 avsnitt)
- 1988 - Alfred Hitchcock Presents (Gäst)
- 1986 - Hotellet (Gäst)
- 1984 - V (5 avsnitt)
- 1983 - Wizards and Warriors
- 1981 - The Greatest American Hero (Gäst)
- 1979 - Matt and Jenny (Gäst)
- 1977 - The Newcomers (Gäst)

## Mini-serier (urval)
- 1988 - Earth Star Voyager
- 1984 - The Last Days of Pompeii
- 1982 - The Blue and the Gray